# Coraggio e paura/Sciogli i cavalli al vento
Coraggio e paura/Sciogli i cavalli al vento è un 45 giri della cantante italiana Iva Zanicchi, pubblicato nel 1971.

## Tracce
Lato A
- Coraggio e paura - 4:00 - (Camillo e Corrado Castellari)

Lato B
- Sciogli i cavalli al vento - 4:20 - (Sandro Tuminelli - Trascrizione e rielaborazione Ezio Leoni)